# Leo Callaghan
Pour les articles homonymes, voir Callaghan.
Leo Callaghan, né le 5 février 1924 à Merthyr Tydfil et mort le 8 janvier 1987, était un arbitre gallois de football. Il fut arbitre de 1954 à 1971.

## Carrière
Il a officié dans des compétitions majeures : 
- Coupe du monde de football de 1966 (1 match)
- Coupe d'Angleterre de football 1967-1968 (finale)